# Route 330 (Nouvelle-Écosse)
Pour les articles homonymes, voir Route 330.
La route 330 est une route secondaire de la Nouvelle-Écosse d'orientation nord-sud située dans l'extrême sud-ouest de la province, passant notamment dans Clark's Harbour. Elle est une route faiblement empruntée somme toute. De plus, elle mesure 17 kilomètres, et est une route asphaltée sur l'entièreté de son tracé.

## Tracé
La route 330 débute à sa jonction avec la route Centreville South Side, à Lower Clark's Harbour. Ce point est d'ailleurs le point le plus au sud du système des routes provinciales de la Nouvelle-Écosse. 
La 330 traverse ensuite Clark's Harbour en étant la rue principale, puis elle suit la rive sud du passage de Barrington, un cours d'eau, en étant sinueuse. Elle traverse finalement le Barrington Bassage, puis se termine dans la même du même nom, sur la route 3, 14 kilomètres au nord-est de Clark's Harbour.

## Communautés traversées
1. Lower Clark's Harbour (0)
2. Clark's Harbour (3)
3. West Head (5)
4. Newellton (7)
5. Centreville (11)
6. North East Point (15)
7. Barrington Passage (17)

(): km